# Quartieri di Firenze

Quartieri amministrativi

Il comune di Firenze è diviso ufficialmente in cinque quartieri amministrativi, nei quali sono compresi a loro volta zone urbanistiche e quartieri minori.
Le prime Circoscrizioni di decentramento fiorentine furono create a metà degli anni 1970, sull'esperienza dei precedenti comitati di zona. Fino al 1990 i Quartieri furono 14, per diventare con un'ampia riforma gli attuali 5.

## Elenco dei quartieri
Il Quartiere 1 Centro Storico, oltre ai rioni di San Jacopino, di Piazza Puccini e alle Cascine (dove insiste l'Istituto di Scienze Aeronautiche e la Scuola Militare "G. Douhet" dell'Aeronautica Militare) comprende il centro storico, anima della città, frequentatissima meta di turismo e inestimabile patrimonio dell'umanità dell'UNESCO, sede di importanti musei come la Galleria degli Uffizi, delle principali istituzioni, della stazione centrale di Firenze e di numerose attività.
Il Quartiere 2 Campo di Marte comprende aree prevalentemente residenziali (Le Cure, Campo di Marte, Coverciano, Piazza Alberti…) oltre che le principali strutture sportive della città, tra le quali lo stadio Artemio Franchi e il Centro Tecnico Sportivo Federale della FIGC, il Nelson Mandela Forum e l'omonima stazione ferroviaria.
Il Quartiere 3 Gavinana-Galluzzo, composto dalle zone di Gavinana, Bandino, Sorgane e Nave a Rovezzano e del Galluzzo, occupa la parte a sud-est della città.
Il Quartiere 4 Isolotto-Legnaia è composto principalmente da Isolotto, Legnaia, Soffiano, San Lorenzo a Greve e Cintoia e si situa nella parte a sud-ovest della città, in prossimità dell'inizio della Firenze-Pisa-Livorno e dell'autostrada del Sole.
Il Quartiere 5 Rifredi, il più esteso e popolato, occupa il quadrante nord-ovest della città. Comprende al suo interno varie zone urbanistiche come Statuto, Rifredi, Novoli e alcuni sobborghi come Brozzi, Peretola e Quaracchi. Ospita molte strutture di ampio rilievo urbano e metropolitano quali il grande Policlinico Careggi, l'Ospedale pediatrico Meyer, il Centro traumatologico ortopedico, le sedi di molte Facoltà (economia, giurisprudenza, scienze politiche, ingegneria, medicina e chirurgia, farmacia, scienze matematiche fisiche e naturali) dell'Università degli Studi, l'importante stazione Rifredi, il nuovo Palazzo di Giustizia, l'aeroporto di Firenze, la Scuola marescialli e brigadieri dei carabinieri e l'inizio dell'autostrada A11. Nel Quartiere 5 è presente poi la maggioranza degli insediamenti industriali rimasti dentro i confini del comune di Firenze e non spostatisi nell'hinterland.
| Quartiere                     | Superficie (km²) | Abitanti (5/06) | Densità (ab/km²) | Presidente             | Suddivisioni |
| ----------------------------- | ---------------- | --------------- | ---------------- | ---------------------- | --- |
| Quartiere 1 Centro Storico    | 11,396           | 67 170          | 5 894            | Mirko Rufilli (PD)     | Centro storico, Il Prato, Fortezza da Basso, Viali, San Jacopino, Collina sud e San Gaggio                                                                             |
| Quartiere 2 Campo di Marte    | 23,406           | 88 588          | 3 784            | Michele Pierguidi (PD) | Campo di Marte, Le Cure, Viali, Bellariva, Coverciano, Settignano, Collina nord                                                                                        |
| Quartiere 3 Gavinana-Galluzzo | 22,312           | 40 907          | 1 833            | Serena Perini (PD)     | Gavinana, Galluzzo, San Gaggio, Collina sud, Sorgane, Bandino, Paradiso, San Marcellino, Arcetri                                                                       |
| Quartiere 4 Isolotto-Legnaia  | 16,991           | 66 636          | 3 921            | Mirko Dormentoni (PD)  | Isolotto, Legnaia, Argingrosso, Cintoia, I Bassi, La Casella, Le Torri, Mantignano, Monticelli, Pignone, San Lorenzo a Greve, Soffiano, San Quirico, Torcicoda, Ugnano |
| Quartiere 5 Rifredi           | 28,171           | 103 761         | 3 683            | Filippo Ferraro (PD)   | Statuto, Romito, Viali, Fortezza da Basso, Rifredi, Careggi, Castello, Collina nord, Novoli, Firenze Nova, Brozzi, Le Piagge, Peretola, Quaracchi, Ponte di mezzo      |
| Firenze                       | 102,276          | 367 062         | 3 589            |                        | |

## Funzioni e amministrazione
Queste sono le principali funzioni dei Quartieri:
- Sottoporre al Consiglio Comunale, alla Giunta e al Sindaco mozioni, interrogazioni, interpellanze e proposte;
- Esprimere pareri obbligatori sui piani urbanistici generali e specifici, sui bilanci comunali, sui regolamenti e deliberazioni comunali che interessano i Quartieri.
- Gestire direttamente servizi di base e alla persona, secondo appositi criteri direttivi approvati dal Consiglio Comunale generalmente all'inizio di ogni consiliatura[1].

Gli organi politici statutari dei Quartieri sono tre: Consiglio, Presidente e Collegio di Presidenza. A questi si aggiungono le Commissioni consiliari

### Consiglio di Quartiere
Il Consiglio di Quartiere è composto di 19 membri, eletti direttamente con il metodo proporzionale, con premio di maggioranza e preferenze. Le elezioni si svolgono contestualmente a quelle per il Sindaco ed il Consiglio comunale di Firenze. In caso di scioglimento anticipato del Consiglio Comunale, sono sciolti anche i Consigli di Quartiere. Ogni consigliere deve appartenere ad un gruppo consiliare. Fino al 2014 i consiglieri di Quartiere erano 23.

### Commissioni Consiliari
Tutti i consiglieri compongono le Commissioni Consiliari Permanenti, con compiti consultivi e di impulso relativi alle competenze attribuite ai Quartieri. Sono composte da 5 o 7 membri, proporzionalmente distribuiti tra i gruppi del Consiglio, e presiedute da un consigliere di maggioranza. I vicepresidenti sono invece consiglieri di opposizione.
Ogni anno le Commissioni sottopongono al Consiglio le linee programmatiche, riguardanti le tematiche e le funzioni ad esse delegate.
In tutti i Quartieri la Commissione Garanzia e Regolamento, con funzioni di controllo sull'operato politico del Quartiere, mantiene la proporzionalità elettiva ma è presieduta da un consigliere di opposizione.
In caso di particolari tematiche da affrontare possono essere istituite Commissioni Consiliari Speciali, con durata limitata e prestabilita.

### Presidente del Consiglio di Quartiere
Il presidente è eletto direttamente dai cittadini. In caso di assenza o temporanea impossibilità è sostituito dal Vicepresidente, eletto in votazione separata nuovamente nella prima seduta. In caso di dimissioni entro i primi tre anni di consiliatura, il Consiglio procede ad una nuova elezione oppure si procede con nuove elezioni circoscrizionali. In caso di dimissioni dopo questa data, il Consiglio è sciolto ed il Quartiere è commissariato.

### Collegio di Presidenza
È composto da Presidente, Vicepresidente e dai presidenti delle commissioni consiliari permanenti espressione della maggioranza. È l'organo esecutivo del Quartiere. Coordina inoltre i lavori delle Commissioni e del Consiglio, ha potere di impulso nei confronti degli altri organismi e può proporre atti e linee d'indirizzo al Consiglio.

### Amministrazione della consigliatura 2009-2014
Tutti i Quartieri sono stati amministrati da coalizioni di centrosinistra, formate da Partito Democratico, Italia dei Valori, Sinistra per Firenze (composta da Sel e Socialisti) e Comunisti Fiorentini, nati da una costola dei Comunisti Italiani. Nel 2012 la maggioranza del Quartiere 1 fu ampliata a due liste civiche di sinistra.
I presidenti sono stati espressione di PD (Quartieri 1, 3 e 5) e Sinistra per Firenze (Quartiere 2, poi iscrittosi al PSI e Quartiere 4, poi iscrittosi al PD). I vicepresidenti espressione di IDV (Quartiere 1 e 5), e PD (Quartieri 2, 3 e 4).

### Amministrazione della consigliatura 2014-2019
Le elezioni amministrative del 25 maggio 2014 hanno confermato le coalizioni di centrosinistra alla guida dei Quartieri fiorentini, con maggioranze più ampie rispetto alla precedente consigliatura. SEL non fa parte di queste maggioranze.
Tali coalizioni sono formate da PD, IDV e 5-6 liste civiche. Tutti i presidenti sono espressione del Partito Democratico.

### Amministrazione della consigliatura 2019-2024
Nel 2019 la riforma del regolamento elettorale ha introdotto alcune innovazioni:
- il presidente è eletto direttamente dai cittadini, con votazione in turno unico coincidente con quella per l'elezione del Sindaco,del Consiglio Comunale e dei consigli di Quartiere
- la coalizione vincente, che esprime anche il presidente in quanto non è permesso il voto disgiunto, elegge almeno i due terzi dei consiglieri
- all'interno delle coalizioni i seggi sono distribuiti con il metodo del quoziente e dei più alti resti

Le elezioni amministrative del 26 maggio 2019 hanno confermato le coalizioni di centrosinistra, formate da PD, +Europa, liste civiche e liste ambientaliste in numeri variabili da Quartiere a Quartiere. I presidenti sono tutti espressione del Partito Democratico: in 4 Quartieri sono stati confermati i presidenti uscenti eccetto nel Quartiere 3, in cui il precedente presidente non si è ricandidato.
Dopo la nascita di Italia Viva, sono stati creati i relativi gruppi consiliari.
A causa della nuova legge elettorale, il consiglio di Quartiere 1 è stato sciolto il 3 agosto 2023 per dimissioni del Presidente. Con le precedenti regole i consiglieri avrebbero potuto eleggere un sostituto. La gestione del Quartiere è stata affidata fino a nuove elezioni ad un Commissario nominato dal Sindaco.
Dopo una scissione all'interno del PD fiorentino a causa dell'imposizione di non avvalersi di elezioni primarie per la scelta del candidato sindaco per le elezioni amministrative dell'8 e 9 giugno 2024, si è formata la lista civica Firenze Democratica, presente sia nel Consiglio Comunale sia in tutti i Consigli di Quartiere.

### Amministrazione della consigliatura 2024-2029
Le elezioni amministrative dell'8 e 9 giugno 2024 hanno confermato nuovamente le coalizioni di centrosinistra, formate dal PD, AVS e liste civiche locali. Tutti i presidenti, come nella precedente consigliatura, sono espressione del PD ed in 3 casi su 5 sono rieletti, di cui 2 al terzo mandato ed una al secondo.
Italia Viva si colloca all'opposizione. 
Firenze Democratica, allargata ad altri componenti progressiste non riconducibili al partito guidato da Elly Schlein, presenta eletti in ogni Consiglio.